# Zverinac
Zverinac (italiensk: Sferenzi eller Sfirtegòn) er en lille ø i Adriaterhavet ved Kroatiens kyst. Den er en del af distriktet Zadar. Øen har et areal på 4,2 kvadratkilometer og havde et folketal på 56 i 2021.
Øen blev omtalt første gang i skriftlige kilder i 1421 som Suiran, og var da styret af adelsmænd fra Zadar. På øen ligger et barokpalads der var ejet af familien Fanfong fra 1746. I Poripišće uvala ligger nogle romerske ruiner.